# Ashes Remain
Ashes Remain ist eine 2001 gegründete christliche Post-Grunge-Band aus Baltimore, Maryland.

## Geschichte
Die Gruppe wurde 2001 gegründet und besteht aus Sänger Josh Smith, den beiden Gitarristen Rob Tahan und Ryan Nalepa, sowie aus Bassist Jonathan Hively und Schlagzeuger Ben Kirk.
Zwei Jahre nach der Gründung veröffentlichte die Band mit Lose the Alibis ihr Debütalbum, welches in Eigenregie entstand. Auch das 2007 herausgebrachte Album Last Day Breathing wurde aus eigener Tasche finanziert. Ein Jahr darauf erschien die EP Red Devotion. Danach wurde die Gruppe von Fair Trade Services, bei dem auch Gruppen wie MercyMe, Skillet und Audio Adrenaline einige ihrer Alben veröffentlichten, unter Vertrag genommen. Über dem Label erschien im Jahr 2011 ihr drittes Album What I've Become, welches sich erstmals in den Top Christian Albums Charts und den Top Heatseeker Charts, beide ermittelt von Billboard, positionieren konnte. Es folgte eine Tournee mit Fireflight durch die Vereinigten Staaten.
2013 kündigte die Gruppe an, ein neues Album veröffentlichen zu wollen. Eine Single namens Here for a Reason wurde 2014 veröffentlicht. Nach drei Jahren Wartezeit wurde mit All of Me eine weitere Single veröffentlicht. Mitte September 2017 gab die Band bekannt bei BEC Recordings, einem Sublabel von Tooth & Nail Records, unterschrieben zu hand und kündigten die Veröffentlichung des zweiten Albums Let the Light In für den Herbst des gleichen Jahres an. Es ist das erste Album seit sechs Jahren und nach What I've Become aus dem Jahr 2011 das vierte Album der Band insgesamt.

## Musikstil
Ashes Remain spielen eine Mischung aus Alternative Metal, Post-Grunge und Hard Rock. Vergleichbar ist die Musik mit Red oder auch Skillet. In den Texten, die christlich angehaucht sind, schreibt Sänger Josh Smith über hoffnungslose Situationen und die Suche nach Hoffnung und Jesus Christus. Die Ballade Without You widmete der Sänger seinem verstorbenen Bruder.

## Diskografie

### Alben
- 2003: Lose the Alibis
- 2007: Last Day Breathing
- 2011: What I’ve Become (Fair Trade Services, Sony Music)
- 2017: Let the Light In (BEC Recordings)

### EPs
- 2008: Red Devotion

### Singles
- 2011: On My Own (US: Gold)[6]